# Collonychium bicuspidatum
Collonychium bicuspidatum is een hooiwagen uit de familie Gonyleptidae. De soort komt alleen in Brazilië voor.